# Double stack

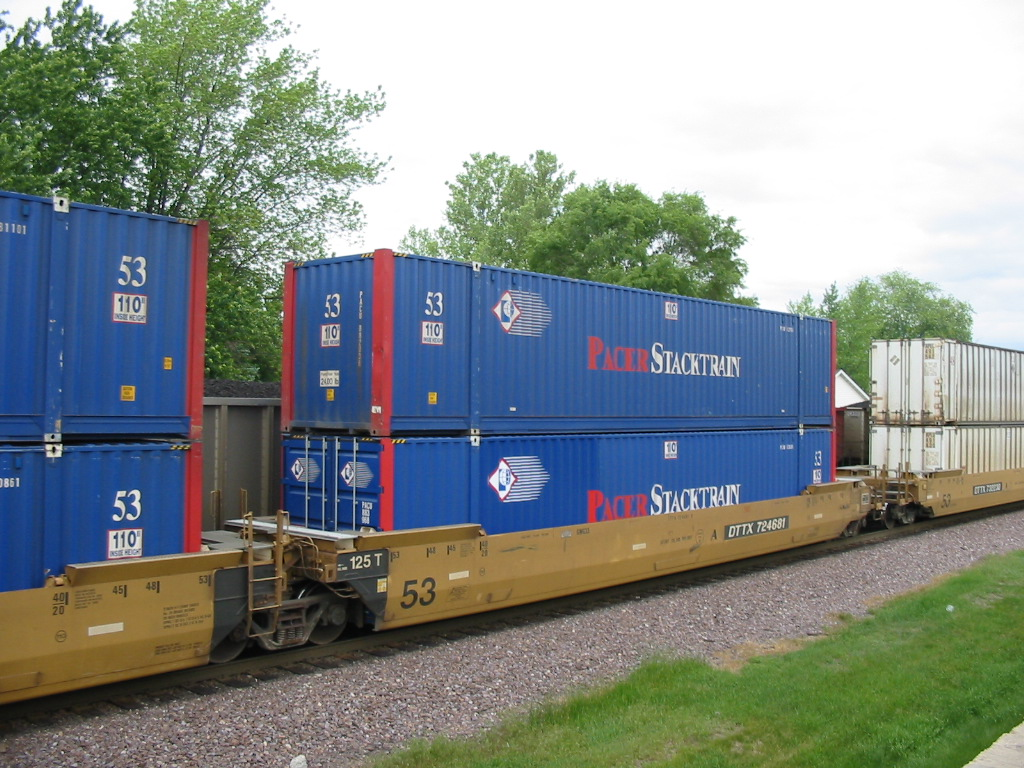
Double stack

Double stack is een term die in het railgoederenvervoer gebruikt wordt voor het vervoer van twee op elkaar gestapelde containers op één goederenwagon. In de Verenigde Staten, Canada en Mexico, waar de meeste spoorlijnen enkelsporig en niet-geëlektrificeerd zijn, is deze vorm van railgoederenvervoer heel normaal. In West-Europa komt het niet voor, maar de – geëlektrificeerde – tunnels van de Betuweroute zijn bouwkundig wel voorbereid op double stack. 
Het double stacking van containers is als eerste op grote schaal toegepast door de Amerikaans/Singaporese containerrederij APL (American President Lines).